# اشتایر

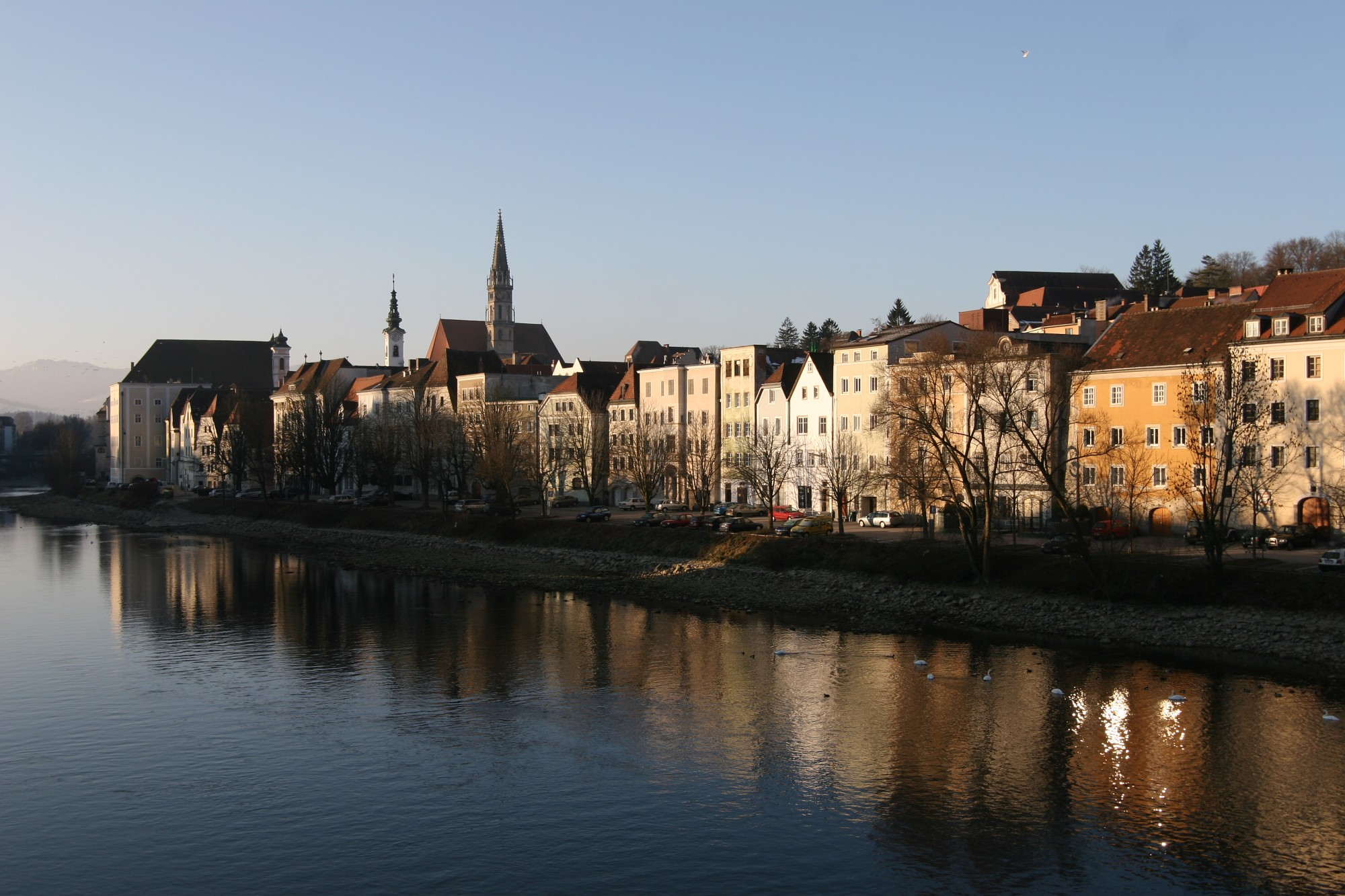
بخشی از شهر اشتایر در کنار رود اِنس.

شهری است در اتریش در ۲۸ میلی جنوب شرقی لینتس نزدیک خط آهن، دارای ۱۷۵۹۲ تن سکنه (در سنه ۱۹۰۰ م.). در برخوردگاه ریزشگاه‌های رود اشتایر و رود انس بر فراز تپه بلندی کاخ پرنس لامبرگ که از آثار قرن ۱۰ میلادی است، بنا شده. کلیسای آن به طرز معماری گتی می‌باشد و در ۱۴۴۳ – ۱۵۲۲ م. ساخته‌اند. این شهر عمده مرکز صنایع فولادی و آهن اتریش علیا می‌باشد و کارخانه تفنگ‌سازی اشتایر مانلیشر که در تاریخ ۱۸۳۰ م. به توسط یوزف ورندل بنا شده بزرگ‌ترین کارخانه‌های اتریش می‌باشد، و از سال ۱۸۳۰ به بعد دوچرخه‌سازی و تهیه ادوات و آلات برقی نیز به صنایع سابق اضافه شده. این سرزمین مسقط رأس شاعر مشهور آلوئیس بلوموئر (۱۷۵۵ – ۱۷۹۸ م.) می‌باشد. اشتایر در آخر سدهٔ دهم میلادی بنا شده و کنت‌نشینی بوده که در ابتدا به استیریا تعلق داشت ولی در سال ۱۱۹۲ م. به اتریش ملحق گردید.

## نگارخانه

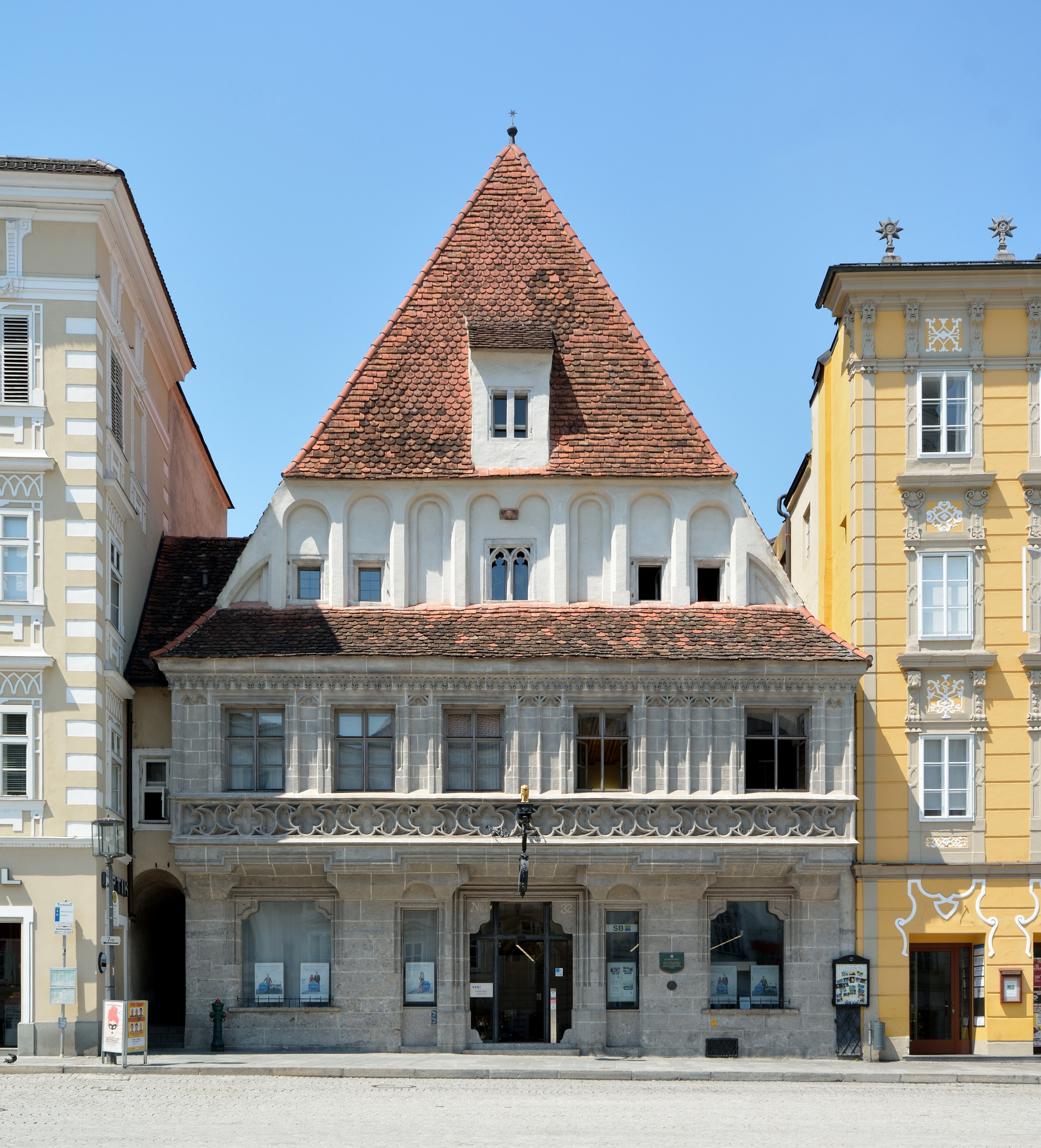
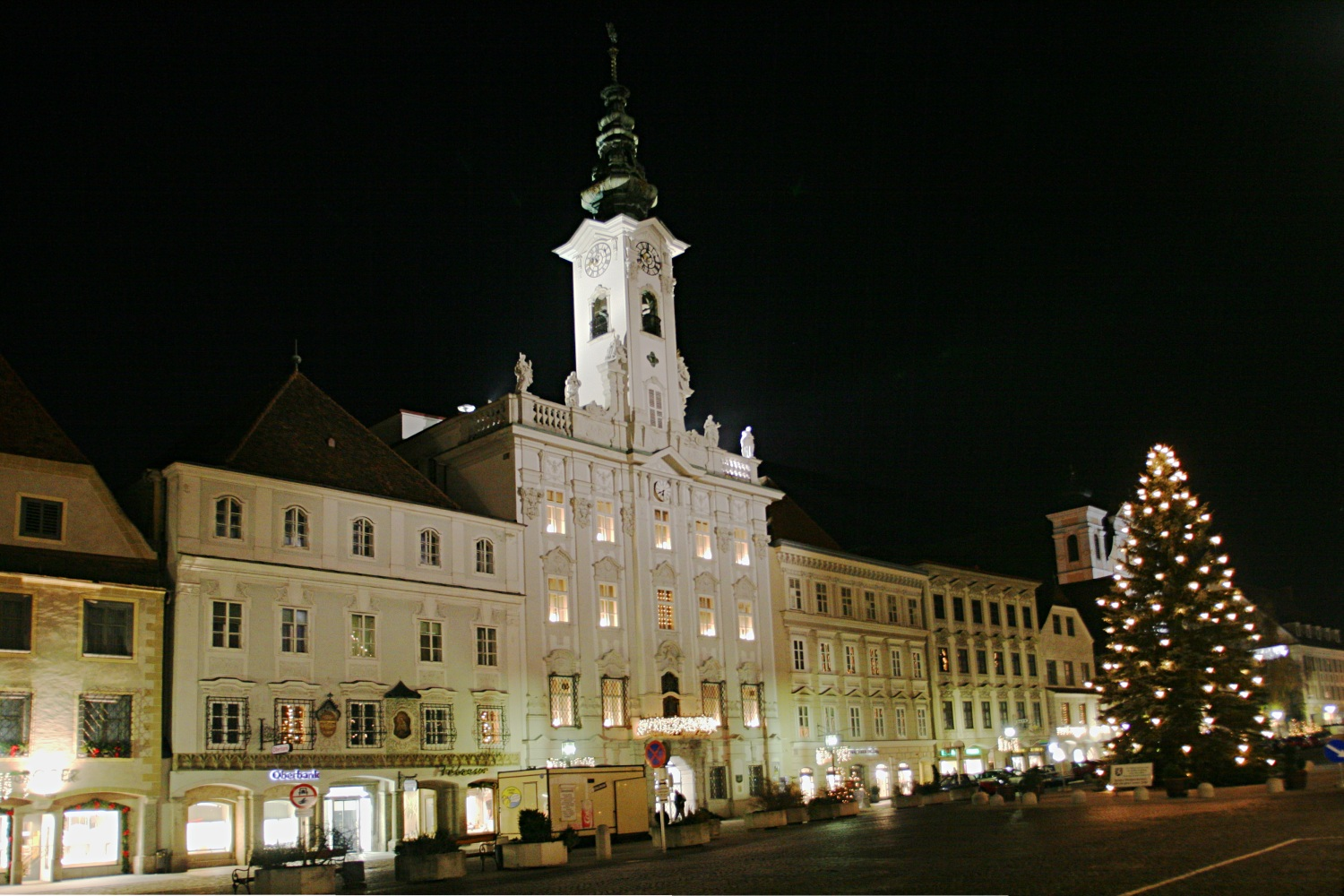
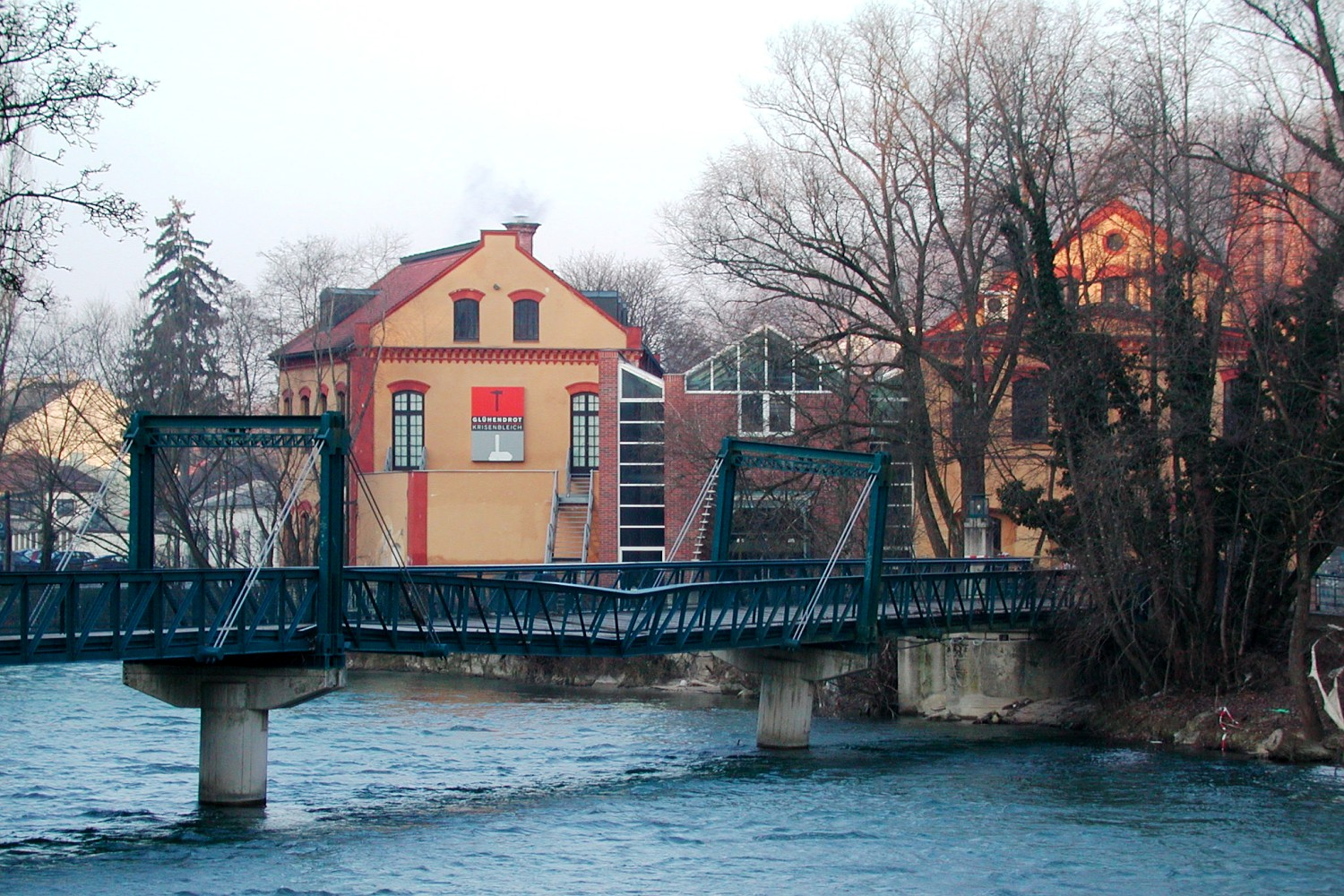
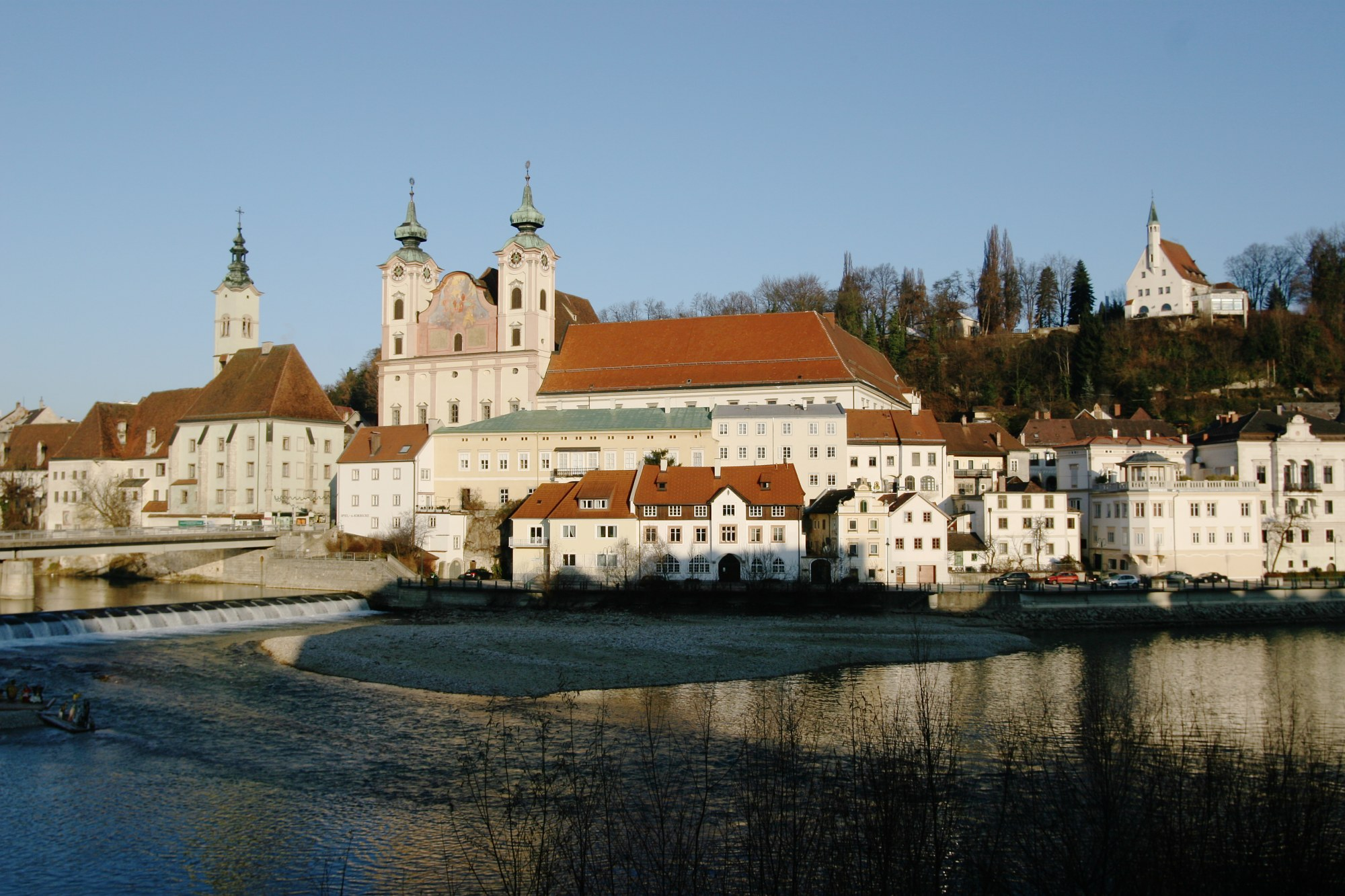
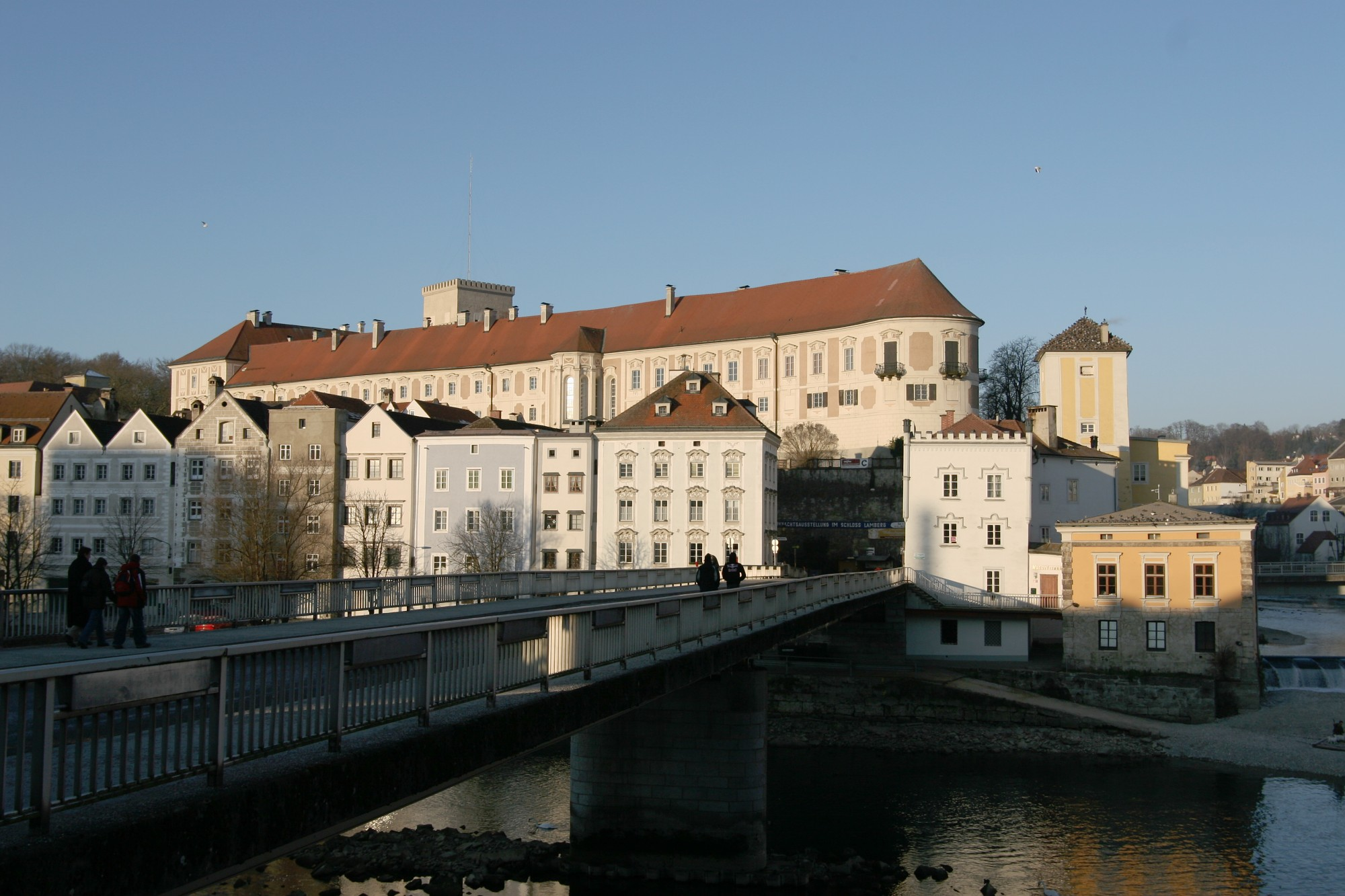